# Leucip
Leucip din Milet sau Leukippos (greacă Λευκιππος, secolul V î.Hr.) a fost filosof grec.
Elev al lui Zenon de Eleea, Leucip fondează după 450 î.Hr. la Abdera propria sa școală filosofică (Democrit i-a fost discipol). Consecvent materialist, Leucip este fondatorul teoriei atomiste, continuată apoi de Democrit, Epicur și Lucrețiu. Teofrast menționează două din lucrările lui Leucip, Megas diakosmos (Marea ordine universală) și Peri nou (Despre spirit), care explică mișcarea atomilor, desfășurată potrivit legilor mecanicii, la baza macrocosmosului și microcosmosului ca și a perceperii umane.
Din tratatul Despre spirit a supraviețuit o frază celebră:
Nimic nu se naște din întâmplare, ci toate lucrurile dintr-un motiv și din necesitate.
mai exact
Nimic nu se întâmplă în afara rațiunii, orice are un scop și el derivă dintr-o necesitate.